# 写真チャンネル
写真チャンネル（しゃしん - ）は、Wii本体に内蔵されているWiiチャンネル。SDメモリーカード対応のデジタルカメラや携帯電話などで撮った写真・動画や、電子メールで『Wii伝言板』に送られてきた画像を閲覧することが出来る。
このチャンネルはWii本体に内蔵されているため、Wii本体購入時から利用することができる。

## 閲覧
写真チャンネルで画像や動画を見るには、次のいずれかの操作が必要である。
- 対応した形式の画像や動画が入っているSDカードをWiiに挿入する。
- Wii伝言板を利用して、他のWiiから利用するWiiに画像を送信する。
- パソコンや携帯電話から電子メールで利用して、利用するWiiに対応形式の画像を送信する。（ただし、事前にWii伝言板のアドレス帳に送信元を登録する必要がある。詳しくはWii伝言板を参照。）

画像・動画データは（SDカード利用の場合は、SDカード内のフォルダに関係なく）日付順に並べられる。表示される写真や動画を選択すると拡大表示される。動画を選択した場合、動画が再生される。動画が再生し終わると「もう一度再生」「逆再生をする」と表示され、「もう一度再生」を選択すると最初から再生され、「逆再生をする」を選択すると動画が逆再生される。
表示できる写真や動画の最大数は1,000枚であり、それ以上の枚数がSDカードに保存されていても表示はできない。

## 写真や動画で遊ぶ
画面下に表示されている「遊ぶ」を選択すると以下の事ができる。
色ペンで落書きする
Wiiリモコンを前後に動かすことで、ペンの太さを変えることができる。
スタンプを押す
Wiiリモコン前後に動かしたり、ひねったりすることでスタンプの大きさや角度を変えることができる。
写真や動画の雰囲気を変える（フィルターをかける）
用意されているフィルターは「美白」「古き良き（セピア調）」「ガーン！（写真のネガ調）」「ハードボイルド（白黒）」の4種類である。また「美白」と「ハードボイルド」は効果の強さを8段階調節できる。
写真をジグソーパズルにして遊ぶ
最初は6ピースのみだが、6ピースのパズルをクリアすると、12ピース・24ピース・48ピース・192ピースも選択できるようになる。192ピースは、Wiiリモコンの1ボタンを押したままにすると48ピースのボタンが192ピースに変化する事によって選択できる。各ピース数のパズルの最速クリア時間とその時に使用した画像が記録される。
ただし、SDカード内の写真は編集内容が保存されないため、保存する場合はWii伝言板に写真をコピーする。

## スライドショー
画面下に表示されている「スライドショー」を選択すると、全ての写真や動画が自動で順送りされる。順番は日付順とランダムの2種類から選べる。「スライドショー」のBGM（音量を調整出来る）として音楽データを使用することができる（対応形式は対応ファイル形式を参照）。音楽データを利用する際は、SDメモリーカードに写真データや動画データと一緒に音楽データを入れることで利用可能である。

## 対応メモリーカード
- SDメモリーカード
- miniSDカード（要変換アダプタ）
- microSDカード（要変換アダプタ）

## 対応ファイル形式
画像
- JPEG形式に対応。
- 画面サイズは、8192×8192ピクセルまで対応。

動画
- Motion JPEG形式（拡張子「.mov」もしくは「.avi」）に対応。
- ただしコンテナ内音声の形式がWAV（PCM）以外だと映像が再生出来た場合でも無音になる。後述の音楽にて対応している形式でも同様。
- また30fps以上の動画の場合は再生時に30fps程度に落とされて再生される。
- 画面サイズは、848×480ピクセルまで対応。

音楽
- 写真チャンネルVer.1.0はMP3形式、Ver.1.1はAAC形式（拡張子「.m4a」のMP4ファイル）
- AACはMPEG-4 AACのLC-AACまたはHE-AACに対応（HE-AAC Version 2には非対応）。

現時点で任天堂は、対応ファイル形式に関するサポートを一切受け付けていない。

## バージョン1.1
2007年12月11日より、『Wiiショッピングチャンネル』にて写真チャンネル1.1（無料）が配信開始された。旧バージョン（バージョン1.0）の写真チャンネルが搭載されているWii本体のみダウンロード対象である（2007年12月以降販売分のWii本体には始めから搭載されている）。写真チャンネル1.1を削除することでバージョン1.0に戻すことができるが、初めからバージョン1.1が搭載されているWii本体では削除する（バージョン1.0に変更する）ことはできない。
なお、『大乱闘スマッシュブラザーズX』を起動した際にも、初回起動時のみ本体アップデート作業が開始され、この写真チャンネル1.1が強制的にインストールされる（本体アップデートについての詳細はWiiのシステムアップデートを参照）。ただし、この場合でインストールされた写真チャンネル1.1は削除する（バージョン1.0に戻す）ことができない仕様となっているため、再び旧バージョンの写真チャンネルを使用するには『Wiiショッピングチャンネル』で配信されている「写真チャンネル1.0復旧プログラム」（無料）をダウンロードする必要がある。また、強制インストールされた場合、パズルのハイスコアが消える（WiiショッピングチャンネルやSDカードからバージョン1.1を入れる場合は消えない）。
バージョン1.0から1.1への変更点は以下の通りである。
- Wiiメニューの写真チャンネルのアイコンに使われている写真を、SDメモリーカード内の画像データの中から自由に選択できるようになる。
- スライドショーで使用可能な音楽データのファイル形式が、MP3形式からAAC形式（拡張子「.m4a」のMP4ファイル）に変更される。よってMP3ファイルの再生は不可能になるため、ダウンロードする際は注意が必要である。
- スライドショーで使用する音楽データのシャッフル再生が可能になる。

### バージョン1.1-a
2008年7月23日より、Wii本体の更新によって配信されたバージョン。写真一覧から『デジカメプリントチャンネル』に移動する機能が追加。

### バージョン1.1-b
2009年3月26日より、Wii本体の更新によって配信されたバージョン。SDHCメモリーカードに対応。

## その他
- 「遊ぶ」を選択すると「ラッシー」という名[1]の黒い猫が表示される。その猫を選択すると写真チャンネルに関するアドバイスが表示される。猫は選択しようとすると左右に逃げてしまうが、しばらくすると戻ってくる。
- 2006年12月30日より写真チャンネルのテレビCMが放送開始された。